# Patillalia fasciata
Patillalia fasciata är en tvåvingeart som beskrevs av Charles Howard Curran 1934. Patillalia fasciata ingår i släktet Patillalia och familjen parasitflugor.
Artens utbredningsområde är Panama. Inga underarter finns listade i Catalogue of Life.